# Le Bras armé de la loi (téléfilm)
Pour les articles homonymes, voir Le Bras armé de la loi.
Le Bras armé de la loi (One Police Plaza) est un téléfilm américain réalisé par Jerry Jameson, diffusé en 1986.

## Fiche technique
- Titre : Le Bras armé de la loi
- Titre original : One Police Plaza
- Réalisateur : Jerry Jameson
- Scénario : Paul King d'après le roman One Police Plaza de William  Caunitz
- Musique : Mark Snow
- Directeur de la photographie : Guy Dufaux
- Monteur : George W. Brooks
- Producteurs : Alan Crosland, Stanley Hough
- Société de production : CBS Entertainment Production
- Durée : 92 minutes
- Genre : Policier, drame, thriller
- Date de diffusion :
  -  États-Unis 29 novembre 1986

## Distribution
- Robert Conrad : Lieuenant Daniel B. Malone
- George Dzundza : Détective Gustav Stamm
- James Olson : Whitney Zangline
- Jamey Sheridan : Détective Bo Davis
- Larry Riley : Détective Starling
- Lisa Banes : Erica
- Joe Grifasi : Inspecteur Nicolas Zambrano
- Stephen Joyce : Chef Dennis Mcquade
- Earl Hindman : Détective Jake Stern
- Anthony Zerbe : Yakov Anderman
- Janet-Laine Green : Janet Fox
- Peter MacNeill : David Ancorie
- Barton Heyman : Judge Niarxos
- Nicholas Hormann : Morris Dunbar
- David Cryer : McDevlin